# باشگاه فوتبال الکرامه
الکرامه سوریه یکی از باشگاه‌های فوتبال کشور سوریه می‌باشد که هم‌اکنون در لیگ دسته اول این کشور که بالاترین سطح مسابقات فوتبال در سوریه است، مشغول به رقابت با دیگر تیم‌ها است.
الکرامه در لیگ قهرمانان آسیا ۲۰۰۶ به مقام دومی رسید. همچنین این باشگاه در سال ۲۰۰۹ میلادی در مسابقات جام ای‌اف‌سی (سطح دوم فوتبال باشگاهی آسیا) و در ادامه جام در جام آسیا به مقام دومی دست یافت.

## عملکرد در مسابقات AFC
- لیگ قهرمانان آسیا ۲

۲۰۰۹: نایب قهرمان